# Agrotis volubilis
Agrotis volubilis är en fjärilsart som beskrevs av Harvey 1874. Agrotis volubilis ingår i släktet Agrotis och familjen nattflyn. Inga underarter finns listade i Catalogue of Life.